# Buffalo MPV
Buffalo MPV — панцирна інженерна машина Армії США з із захистом від мін і засідок (MRAP) компанії Force Protection Inc (підрозділ General Dynamics). Розроблений в ході програми MRAP (англ. Mine Resistant Ambush Protected) на основі південно-африканського двоосьового панцирника Casspir. Використовувався в ході бойових дій в Іраку і Афганістані.

## Історія
У Південно-Африканській Республіці панцирник Casspir застосовувався з 1980-х років і за час експлуатації жоден з його пасажирів не загинув. На основі триосьової повнопривідної вантажівки встановлено захищену кабіну з V-подібним дном, системою додаткового динамічного і активного захисту LROD компанії BAE Systems проти РПГ, протитанкової зброї. Системи захисту здатні протидіяти основним системам з кумулятивним ефектом. По стандарту STANAG 4569 Buffalo MPV відноситься до ІІІ категорії захисту. Вікна захищено куленепробивним 6-дюймовим склом. Машина може пересуватись на усіх спущених шинах. 9-метровий маніпулятор з вмонтованою камерою, сенсорами призначений для знешкодження мін, саморобним вибухових пристроїв.
На 2004 в армії США було близько 15 Buffalo MPV вартістю по 10.000.000 доларів. У червні 2008 було куплено 200-й MPV.
З 2009 розпочато роботи над модифікацією А2, що полягала у зміні конструкції заднього моста, підвіски, мотора Cat C13, трансмісії Cat CX31, систем вентиляції, кондиціонування. У червні 2014 був виготовлений останній 795 Buffalo MPV.
Buffalo MPV знаходяться на озброєнні ЗС Канади (5), Франції (5), Італії (6), Пакистану, Великої Британії (18).

## Галерея

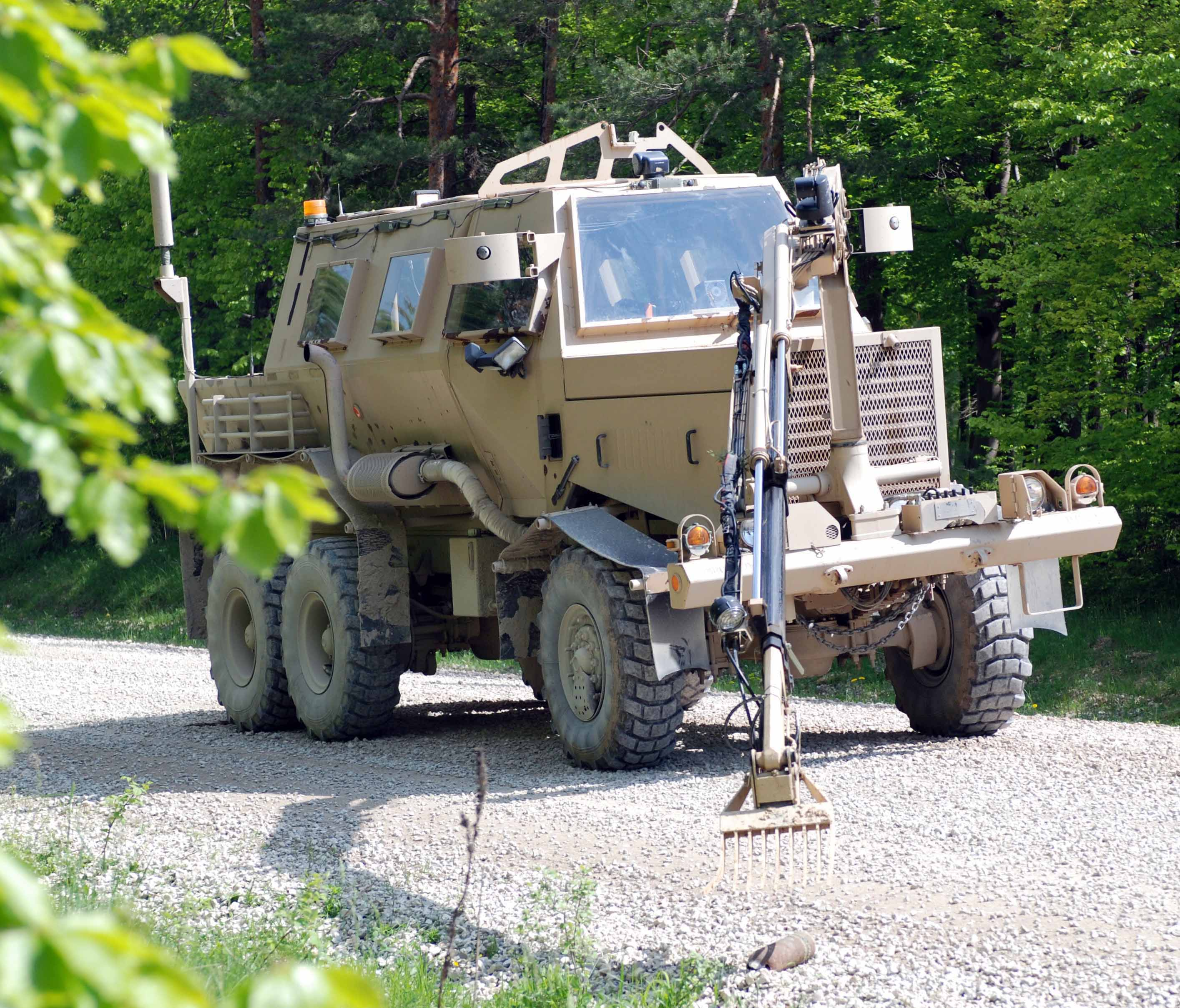
Симуляція розмінування
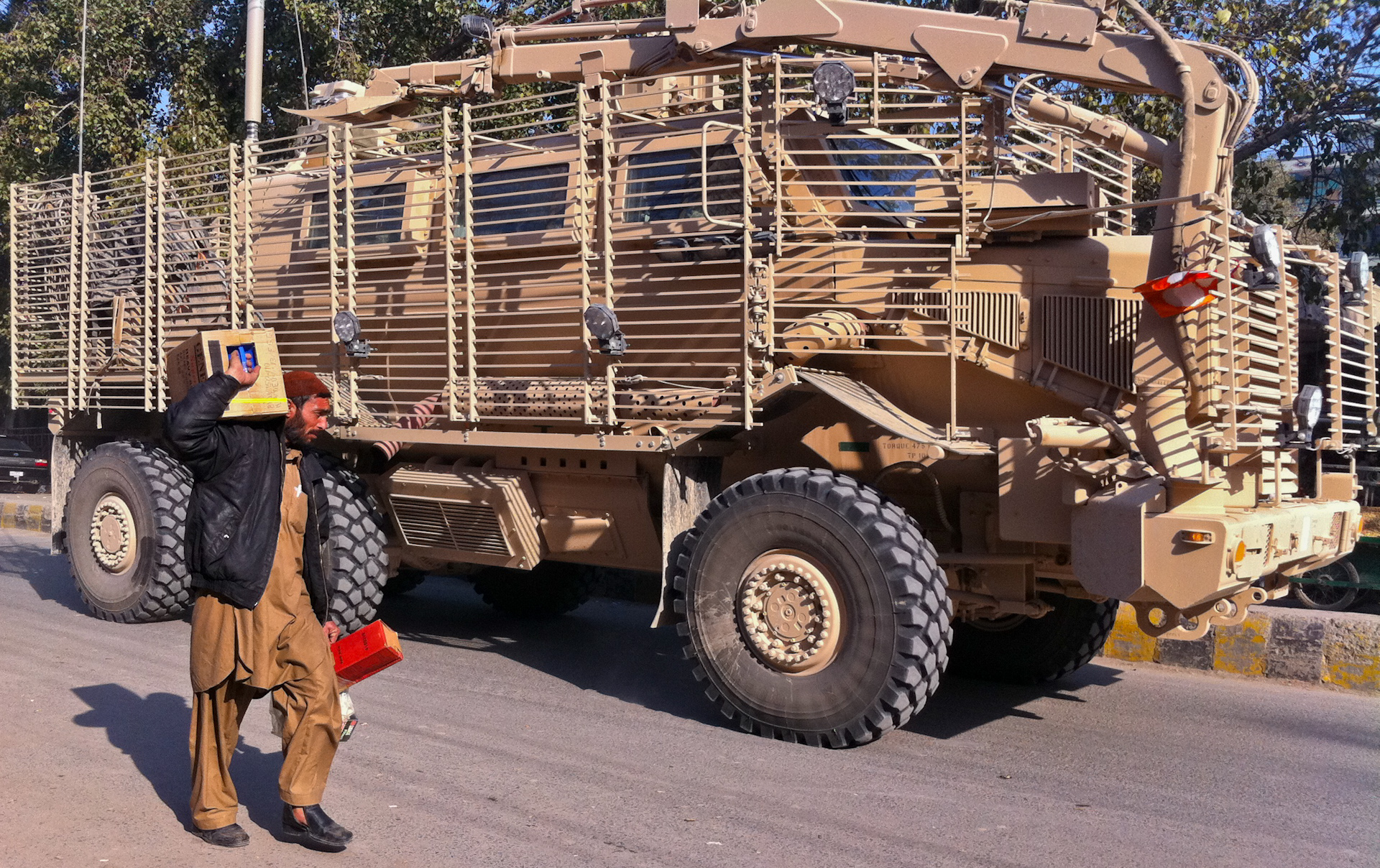
Buffalo MPV із захистом проти РПГ
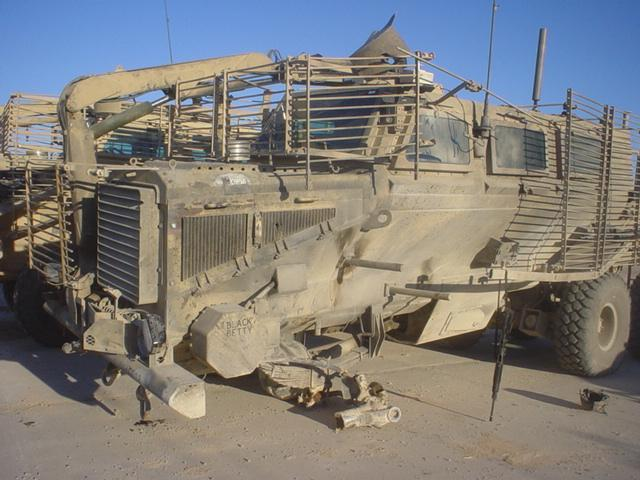
Пошкоджений вибухом Buffalo MPV
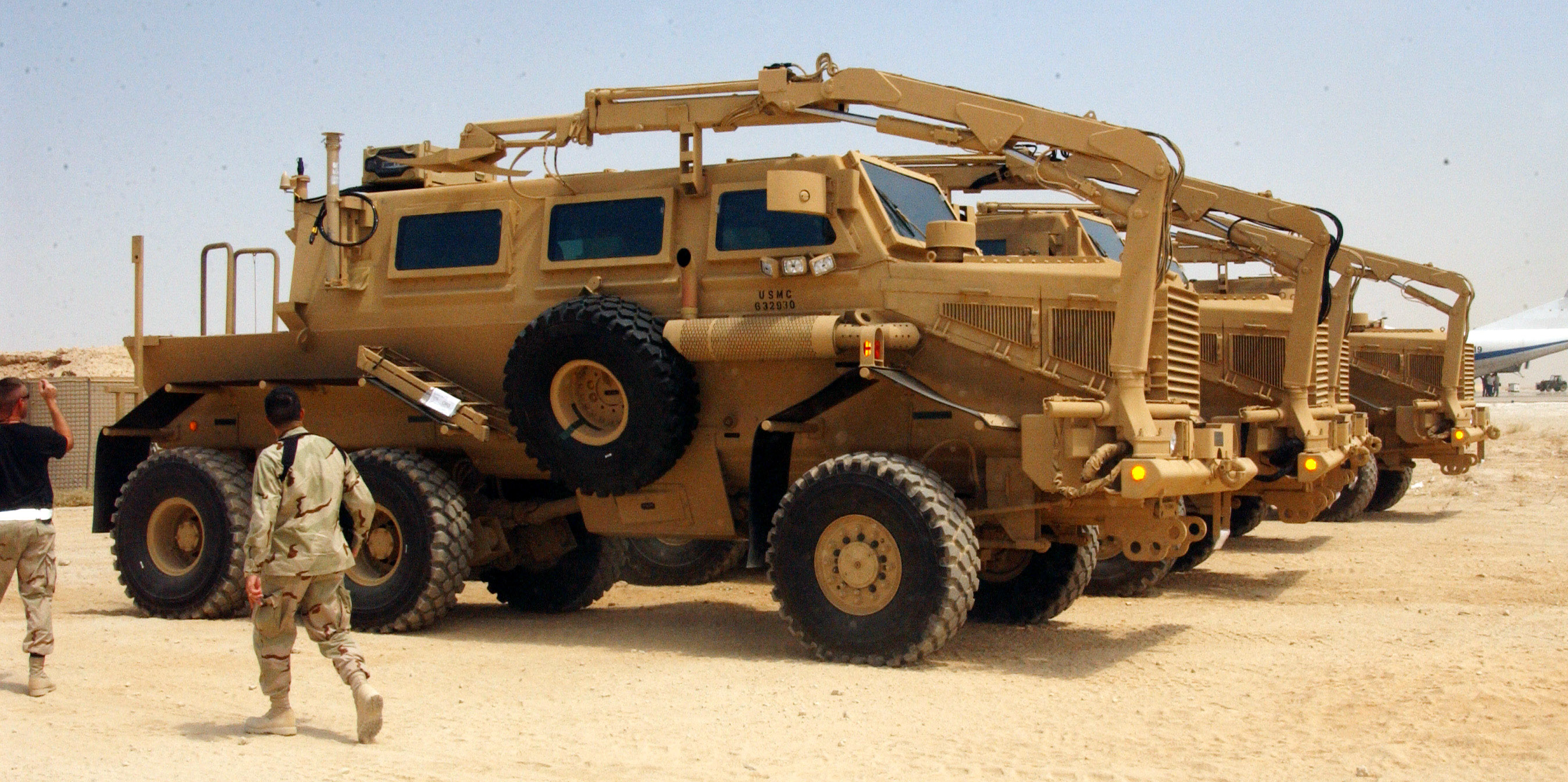
Buffalo MPV в Іраку